# Hans-Joachim Kamp
Hans-Joachim Kamp (* 1948 in Hamburg) ist ein deutscher Manager. Er ist Aufsichtsratsvorsitzender der Consumer & Home Electronics GmbH.

## Werdegang
Nach Studium der Betriebswirtschaftslehre an der Universität Hamburg kam Kamp 1975 zu Philips. Er war zunächst in der Deutschlandzentrale in Hamburg in verschiedenen Funktionen in der Marktforschung, im Vertrieb, Marketing und Werbung tätig. 1990 wurde er Mitglied der Geschäftsleitung von Philips Consumer Electronics Deutschland. 1994 übernahm er die Leitung des Vertriebs und 1998 die Geschäftsleitung von Philips Consumer Electronics in Deutschland. Der Aufsichtsrat der Philips GmbH ernannte ihn 1999 zum Geschäftsführer des Unternehmens. 2005 wurde er auch Sprecher der Geschäftsführung der Philips GmbH. Im Mai 2009 zog er sich aus dem operativen Geschäft zurück. Als Nachfolger von Walter Conrads übernahm er von Juni 2010 bis Juni 2018 den Vorsitz im Aufsichtsrat der Philips Deutschland GmbH und der Philips Technologie GmbH.
Neben seiner beruflichen Tätigkeit übernahm Kamp verschiedene ehrenamtliche Funktionen in Wirtschaftsverbänden. Er war Vizepräsident des Zentralverbandes Elektrotechnik- und Elektronikindustrie (ZVEI), von 2004 bis 2014 Aufsichtsrat der Messe Berlin sowie Vorsitzender des Kuratoriums der Stiftung Elektro-Altgeräte Register (EAR). Zudem ist er Aufsichtsratsvorsitzender der Gesellschaft für Unterhaltungs- und Kommunikationselektronik (gfu).

## Ehrungen
- 2. Juli 2010: Verdienstkreuz am Bande der Bundesrepublik Deutschland
für sein Engagement für die Stadt Berlin sowie sein Engagement in zahlreichen Ehrenämtern